# Четверта лінія (Сеульський метрополітен)
Четверта лінія (Сеульський метрополітен) (кор. 수도권 전철 4호선) — одна з ліній метро у столиці Південної Кореї, місті Сеул.

## Історія
Будівництво лінії розпочалося 29 лютого 1980 року. Початкова дільниця «Сангке» — «Університет Хвасонг» з 10 станцій відкрилася 20 квітня 1985 року, ще до кінця того ж року відкрилися ще 14 станцій.

## Лінія
Лінія починається на півночі Сеула, далі прямує через історичний центр міста та головний залізничний вокзал. Між станціями «Ічхон» та «Донгчак» перетинає річку Хан по мосту Донгчак. Пройшовши південними районами Сеула, далі обслуговує міста південно-західної частини провінції Кьонгі. Якщо центральна та північна частина лінії є класичною лінією метро, то південна частина скоріше нагадує приміську залізничну лінію. Рухомий склад складається з 770 вагонів двох типів, 470 одиниць серії 4000 та 300 вагонів серії 341000. Всього лінію обслуговують 77 десятивагонних потягів що живляться від повітряної контактної мережі.

## Станції
Станції з півночі на південний захід, від Сеула до Ансана.
| Четверта лінія |                                      |                    |                                     |                                 |                                 |                                 |                                          |                |
| № станції      | Назва українською                    | Назва корейською   | Назва англійською                   | Розташування                    | Пересадка                       | Пересадка                       | Тип                                      | Дата відкриття |
| 409            | «Данггоге»                           | 당고개             | «Danggogae»                         | Район Новон, Сеул               |                                 |                                 | Естакадна з береговими платформами       | 21 квітня 1993 |
| 410            | «Сангке»                             | 상계               | «Sanggye»                           | Район Новон, Сеул               |                                 |                                 | Естакадна з береговими платформами       | 20 квітня 1985 |
| 411            | «Новон»                              | 노원               | «Nowon»                             | Район Новон, Сеул               | Сьома лінія                     | Сьома лінія                     | Естакадна з береговими платформами       | 20 квітня 1985 |
| 412            | «Чхангдонг»                          | 창동               | «Chang-dong»                        | Район Добонг, Сеул              | Перша лінія                     | Перша лінія                     | Естакадна з береговими платформами       | 20 квітня 1985 |
| 413            | «Ссангмун»                           | 쌍문               | «Ssangmun»                          | Район Добонг, Сеул              |                                 |                                 | Підземна з береговими платформами        | 20 квітня 1985 |
| 414            | «Сую»                                | 수유               | «Suyu»                              | Район Кангбук, Сеул             |                                 |                                 | Підземна з береговими платформами        | 20 квітня 1985 |
| 415            | «Міа»                                | 미아               | «Mia»                               | Район Кангбук, Сеул             |                                 |                                 | Підземна з береговими платформами        | 20 квітня 1985 |
| 416            | «Міа Сагорі»                         | 미아사거리         | «Miasageori»                        | Район Кангбук, Сеул             |                                 |                                 | Підземна з береговими платформами        | 20 квітня 1985 |
| 417            | «Кірим»                              | 길음               | «Gireum»                            | Район Сонгбук, Сеул             |                                 |                                 | Підземна з острівною платформою          | 20 квітня 1985 |
| 418            | «Жіночій університет Сонгсін»        | 성신여대입구       | «Sungshin Women's University»       | Район Сонгбук, Сеул             | Ui                              | Ui                              | Підземна з береговими платформами        | 20 квітня 1985 |
| 419            | «Університет Хвасонг»                | 한성대입구         | «Hansung University»                | Район Сонгбук, Сеул             |                                 |                                 | Підземна з острівною платформою          | 20 квітня 1985 |
| 420            | «Хьохва»                             | 혜화               | «Hyehwa»                            | Район Чонгно, Сеул              |                                 |                                 | Підземна з береговими платформами        | 18 жовтня 1985 |
| 421            | «Донгдемун»                          | 동대문             | «Dongdaemun»                        | Район Чонгно, Сеул              | Перша лінія                     | Перша лінія                     | Підземна з острівною платформою          | 18 жовтня 1985 |
| 422            | «Парк Історії та Культури Донгдемун» | 동대문역사문화공원 | «Dongdaemun History & Culture Park» | Район Чун, Сеул                 | Друга лінія П'ята лінія         | Друга лінія П'ята лінія         | Підземна з острівною платформою          | 18 жовтня 1985 |
| 423            | «Чхунмуро»                           | 충무로             | «Chungmuro»                         | Район Чун, Сеул                 | Третя лінія                     | Третя лінія                     | Підземна з береговими платформами        | 18 жовтня 1985 |
| 424            | «Мьонгдонг»                          | 명동               | «Myeong-dong»                       | Район Чун, Сеул                 |                                 |                                 | Підземна з острівною платформою          | 18 жовтня 1985 |
| 425            | «Хвіхьон»                            | 회현               | «Hoehyeon»                          | Район Чун, Сеул                 |                                 |                                 | Підземна з острівною платформою          | 18 жовтня 1985 |
| 426            | «Станція Сеул»                       | 서울역             | «Seoul station»                     | Район Йонгсан, Сеул             | Перша лінія AREX Кьонгі-Чунганг | Перша лінія AREX Кьонгі-Чунганг | Підземна з острівною платформою          | 18 жовтня 1985 |
| 427            | «Жіночій університет Сукмюнг»        | 숙대입구           | «Sookmyung Women's University»      | Район Йонгсан, Сеул             |                                 |                                 | Підземна з береговими платформами        | 18 жовтня 1985 |
| 428            | «Самгакчі»                           | 삼각지             | «Samgakji»                          | Район Йонгсан, Сеул             | Шоста лінія                     | Шоста лінія                     | Підземна з береговими платформами        | 18 жовтня 1985 |
| 429            | «Сінйонгсан»                         | 신용산             | «Sinyongsan»                        | Район Йонгсан, Сеул             |                                 |                                 | Підземна з береговими платформами        | 18 жовтня 1985 |
| 430            | «Ічхон»                              | 이촌               | «Ichon»                             | Район Йонгсан, Сеул             | Кьонгі-Чунганг                  | Кьонгі-Чунганг                  | Підземна з береговими платформами        | 18 жовтня 1985 |
| 431            | «Донгчак»                            | 동작               | «Dongjak»                           | Район Донгчак, Сеул             | Дев'ята лінія                   | Дев'ята лінія                   | Наземна з береговими платформами         | 18 жовтня 1985 |
| 432            | «Ісу»                                | 이수               | «Isu»                               | Район Донгчак, Сеул             | Сьома лінія                     | Сьома лінія                     | Підземна з береговими платформами        | 18 жовтня 1985 |
| 433            | «Саданг»                             | 사당               | «Sadang»                            | Район Донгчак, Сеул             | Друга лінія                     | Друга лінія                     | Підземна з острівною платформою          | 18 жовтня 1985 |
| 434            | «Намтерьонг»                         | 남태령             | «Namtaeryeong»                      | Район Сочхо, Сеул               |                                 |                                 | Підземна з острівною платформою          | 1 квітня 1994  |
| 435            | «Сонбаві»                            | 선바위             | «Seonbawi»                          | Місто Квачхон, провінція Кьонгі |                                 |                                 | Підземна з береговими платформами        | 1 квітня 1994  |
| 436            | «Сеульський іподром»                 | 경마공원           | «Seoul Racecourse Park»             | Місто Квачхон, провінція Кьонгі |                                 |                                 | Підземна з береговими платформами        | 1 квітня 1994  |
| 437            | «Сеульський Великий парк»            | 대공원             | «Seoul Grand Park»                  | Місто Квачхон, провінція Кьонгі |                                 |                                 | Підземна з береговими платформами        | 1 квітня 1994  |
| 438            | «Квачхон»                            | 과천               | «Gwacheon»                          | Місто Квачхон, провінція Кьонгі |                                 |                                 | Підземна з береговими платформами        | 1 квітня 1994  |
| 439            | «Квачхонський Урядовий комплекс»     | 정부과천청사       | «Government Complex Gwacheon»       | Місто Квачхон, провінція Кьонгі |                                 |                                 | Підземна з береговими платформами        | 1 квітня 1994  |
| 440            | «Індоквон»                           | 인덕원             | «Indeogwon»                         | Місто Ан'янг, провінція Кьонгі  |                                 |                                 | Підземна з береговими платформами        | 15 січня 1993  |
| 441            | «Пхьонгчхон»                         | 평촌               | «Pyeongchon»                        | Місто Ан'янг, провінція Кьонгі  |                                 |                                 | Підземна з береговими платформами        | 15 січня 1993  |
| 442            | «Бомкьо»                             | 범계               | «Beomgye»                           | Місто Ан'янг, провінція Кьонгі  |                                 |                                 | Підземна з береговими платформами        | 15 січня 1993  |
| 443            | «Кимчонг»                            | 금정               | «Geumjeong»                         | Місто Кунпхо, провінція Кьонгі  | Перша лінія                     | Перша лінія                     | Наземна з трьома острівними платформами  | 15 січня 1993  |
| 444            | «Санбон»                             | 산본               | «Sanbon»                            | Місто Кунпхо, провінція Кьонгі  |                                 |                                 | Наземна з береговими платформами         | 1 травня 1992  |
| 445            | «Сурісан»                            | 수리산             | «Surisan»                           | Місто Кунпхо, провінція Кьонгі  |                                 |                                 | Наземна з береговими платформами         | 18 липня 2003  |
| 446            | «Даямі»                              | 대야미             | «Daeyami»                           | Місто Кунпхо, провінція Кьонгі  |                                 |                                 | Естакадна з береговими платформами       | 25 жовтня 1988 |
| 447            | «Банволь»                            | 반월               | «Banwol»                            | Місто Ансан, провінція Кьонгі   |                                 |                                 | Наземна з береговими платформами         | 25 жовтня 1988 |
| 448            | «Сангноксу»                          | 상록수             | «Sangnoksu»                         | Місто Ансан, провінція Кьонгі   |                                 |                                 | Естакадна з двома острівними платформами | 25 жовтня 1988 |
| 449            | «Університет Ханян в Ансані»         | 한대앞             | «Hanyang University at Ansan»       | Місто Ансан, провінція Кьонгі   | Суїн (Громадських, 2020)        | Суїн                            | Наземна з береговими платформами         | 25 жовтня 1988 |
| 450            | «Чунганг»                            | 중앙               | «Jungang»                           | Місто Ансан, провінція Кьонгі   | Суїн (Громадських, 2020)        |                                 | Естакадна з береговими платформами       | 25 жовтня 1988 |
| 451            | «Гочан»                              | 고잔               | «Gojan»                             | Місто Ансан, провінція Кьонгі   | Суїн (Громадських, 2020)        |                                 | Естакадна з береговими платформами       | 2 березня 1992 |
| 452            | «Чхочі»                              | 초지               | «Choji»                             | Місто Ансан, провінція Кьонгі   | Суїн (Громадських, 2020)        | Сохе                            | Естакадна з береговими платформами       | 10 січня 1994  |
| 453            | «Ансан»                              | 안산               | «Ansan»                             | Місто Ансан, провінція Кьонгі   | Суїн (Громадських, 2020)        |                                 | Наземна з двома острівними платформами   | 25 жовтня 1988 |
| 454            | «Сінгільончхон»                      | 신길온천           | «Singiloncheon»                     | Місто Ансан, провінція Кьонгі   | Суїн (Громадських, 2020)        |                                 | Наземна з двома острівними платформами   | 28 липня 2000  |
| 455            | «Чонгванг»                           | 정왕               | «Jeongwang»                         | Місто Сіхинг, провінція Кьонгі  | Суїн (Громадських, 2020)        |                                 | Естакадна з береговими платформами       | 28 липня 2000  |
| 456            | «Оідо»                               | 오이도             | «Oido»                              | Місто Сіхинг, провінція Кьонгі  | Суїн (Громадських, 2020)        | Суїн                            | Наземна з острівною платформою           | 28 липня 2000  |

## Галерея

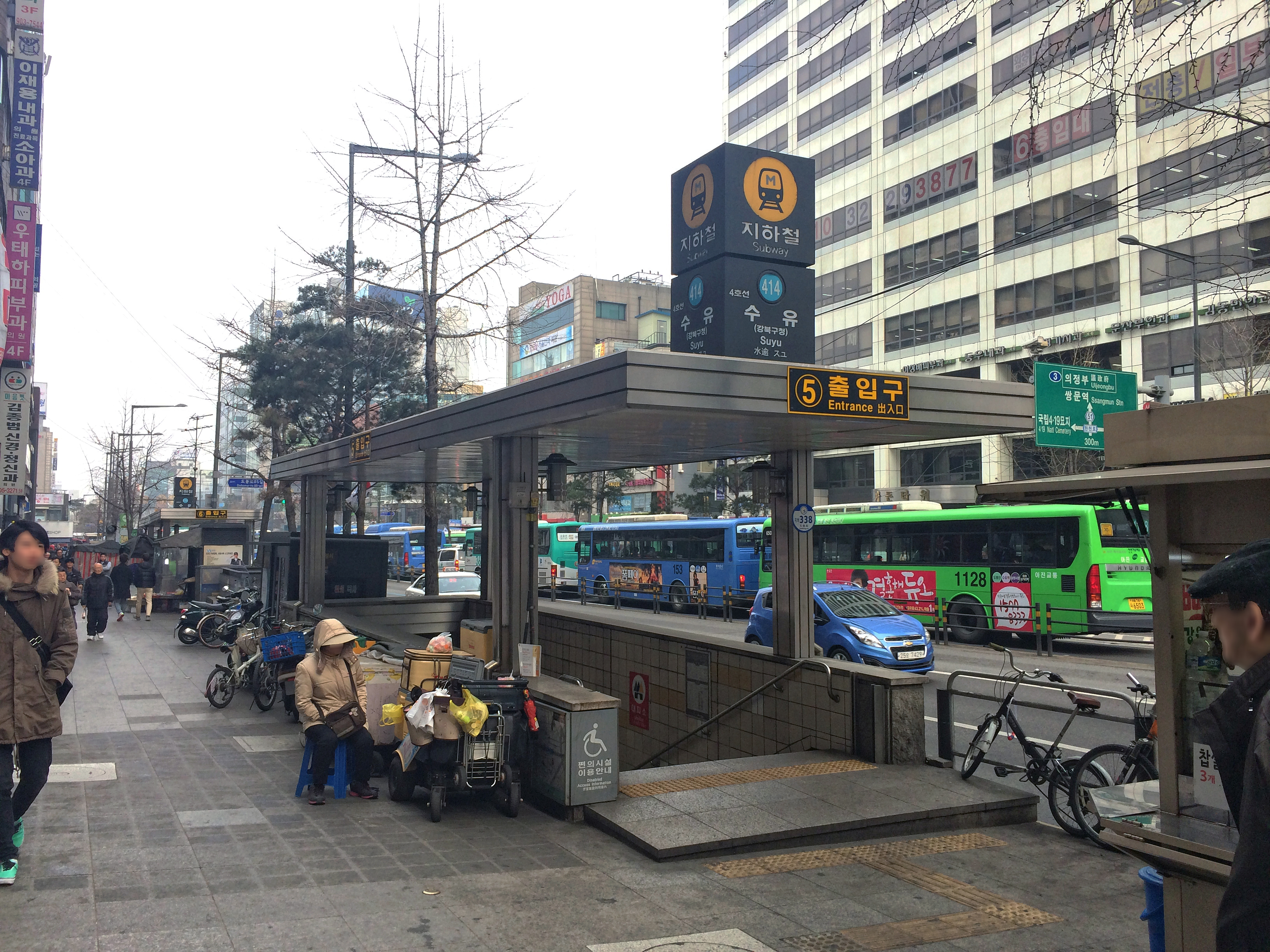
Один з виходів зі станції «Сую»
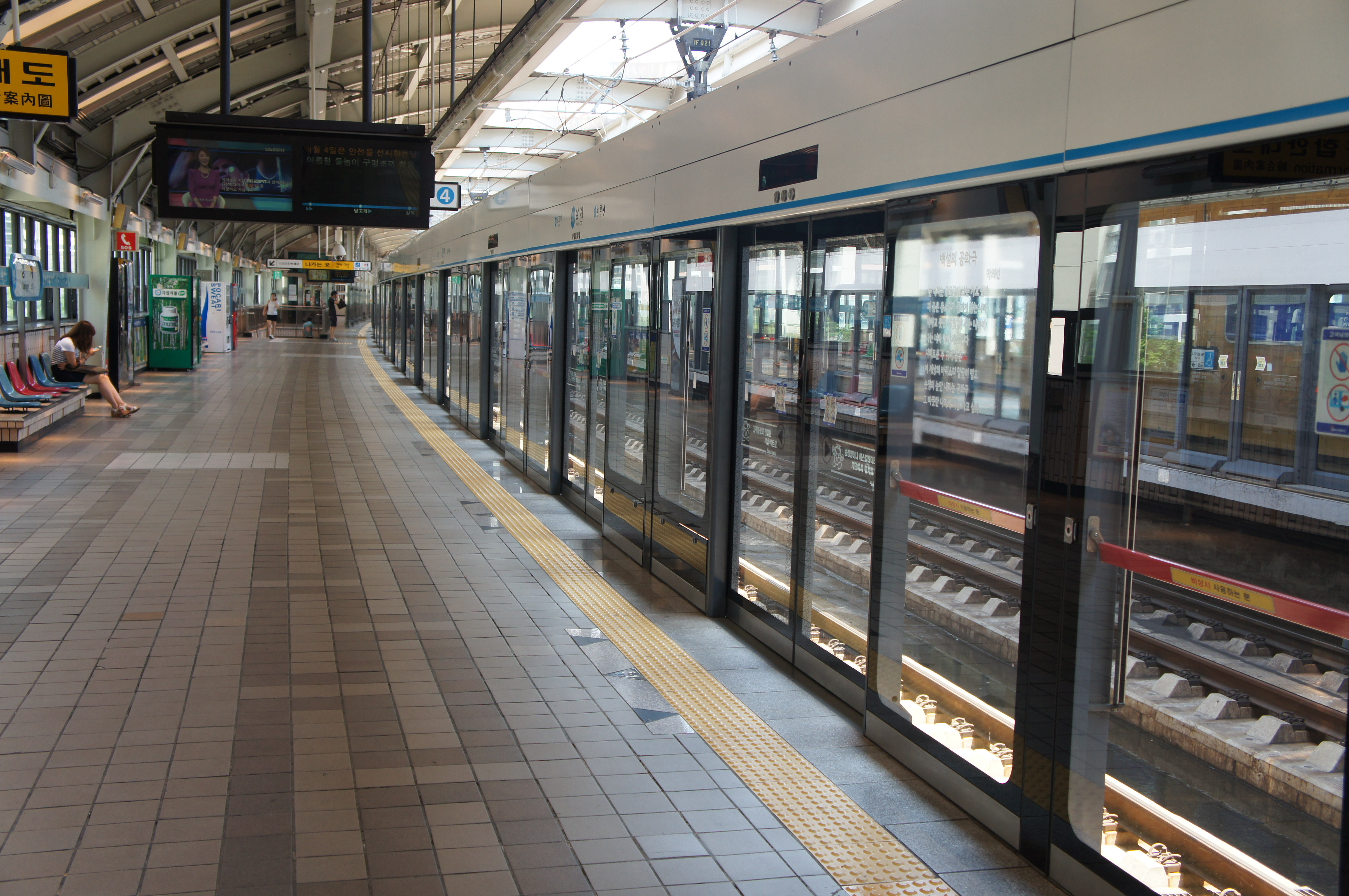
Платформа естакадної станції «Сангке» зі встановленими після реконструкції станційними дверима
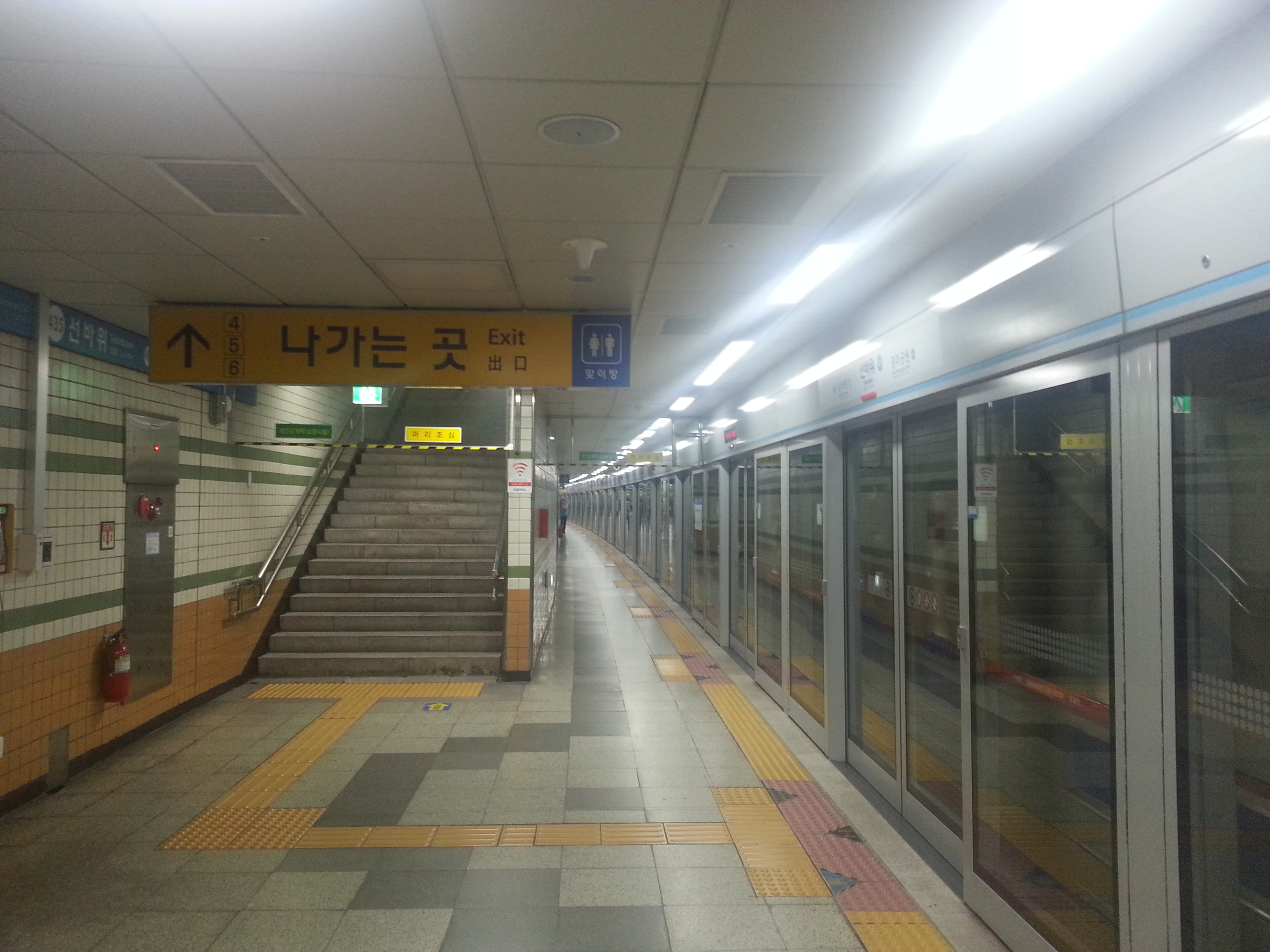
Платформа станції «Сонбаві» зі встановленими після реконструкції станційними дверима
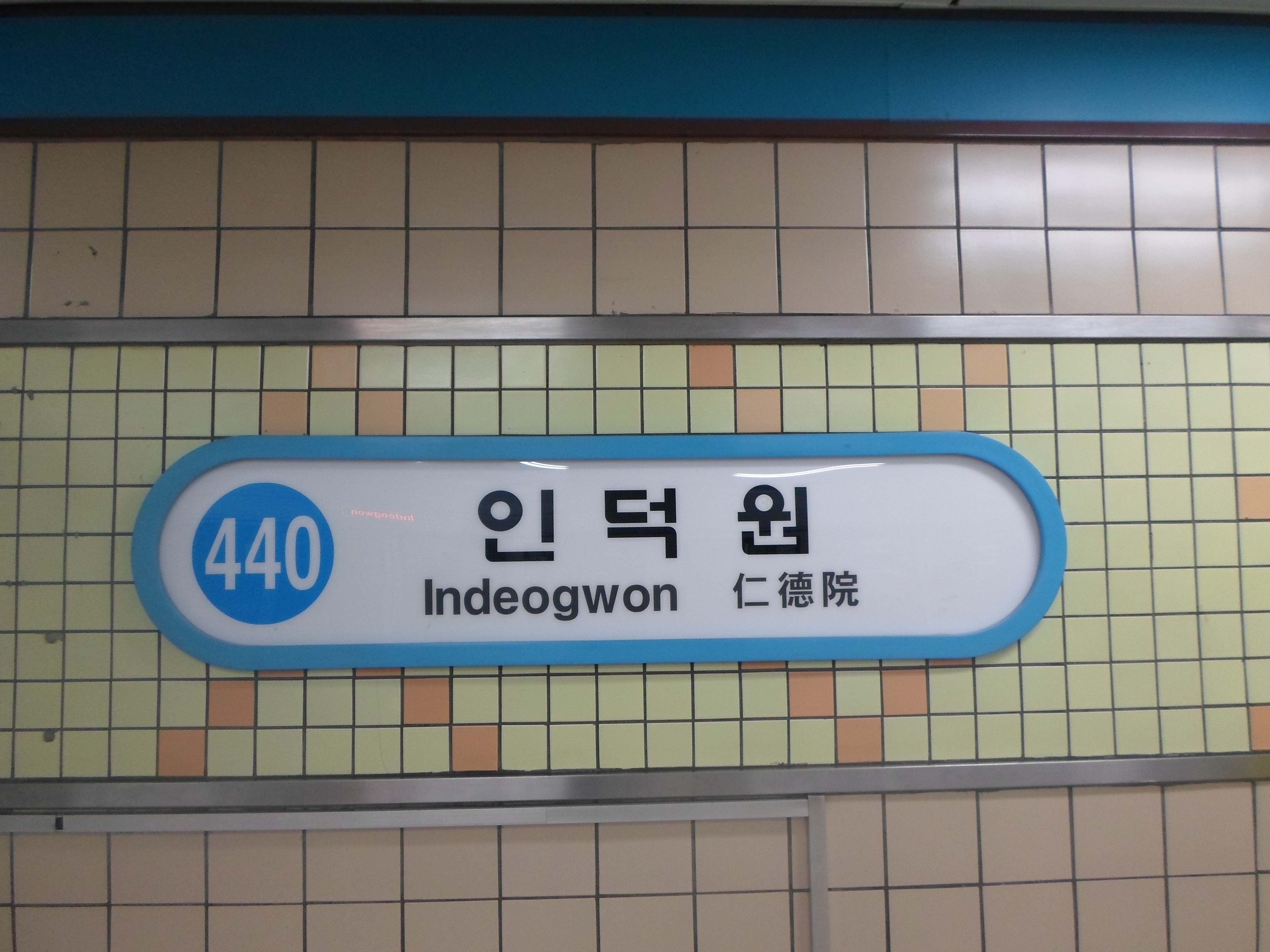
Типовий покажчик на станції «Індоквон»